# Санта-Пола (Калифорния)
Санта-Паула (англ. Santa Paula) — город в округе Вентура в штате Калифорния в Соединённых Штатах Америки.
Расположенный среди садов долины реки Санта-Клара, город рекламирует себя туристам как «Цитрусовая столица мира». 
Город Санта-Паула был одним из первых центров нефтяной промышленности Калифорнии; сейчас здесь находится Калифорнийский музей нефти.
Согласно данным переписи населения США 2020 года число жителей города 
составляло 30 675 человек, что, для такого небольшого населённого пункта, существенно больше (+ 4.6%), чем было во время предыдущей переписи проводившейся в 2010 году (29 321 человек).

## История
В доколумбову эпоху территория, на которой сегодня построен город Санта-Пола, была заселена коренными американцами из народа чумаши. В 1769 году участники испанской экспедиции Портолы, стали, по всей видимости, первыми из европейцев, увидевшая внутренние районы Калифорнии, спустившись в долину реки Санта-Клара из предыдущего ночного лагеря около нынешнего Филмора и разбив здесь лагерь 12 августа, около одного из ручьев, впадающих в долину с севера. 
Великое наводнение 1862 года не обошло стороной эти места, нанеся заметный урон первым колонистам.
В 1872 году Натан Уэстон Бланчард приобрел 2700 акров (10,9 км2) земли, которая стала значительно дешевле после наводнения, заложил город и посадил саженцы апельсиновых деревьев.
22 апреля 1902 года некорпоративное сообщество Санта-Пола официально получило статус города.

Разрушенная плотина Святого Франциска

Ночью 12 марта 1928 года в округе Лос-Анджелес обрушилась Плотина Святого Франциска и миллиарды галлонов воды устремились вниз по каньону Сан-Францискито и влились в реку Санта-Клара. Около трёх часов ночи поток достиг Санта-Полы и разрушил сотни жилых домов и строений. Число жертв могло бы быть значительно больше, если бы не два полицейских на мотоциклах не покинули опасную зону, а ездили по городу и предупреждали людей о приближающейся катастрофе Скульптура под названием «Тhe Watchers» («Наблюдатели») в центре Санта-Паулы изображает этот акт героизма.

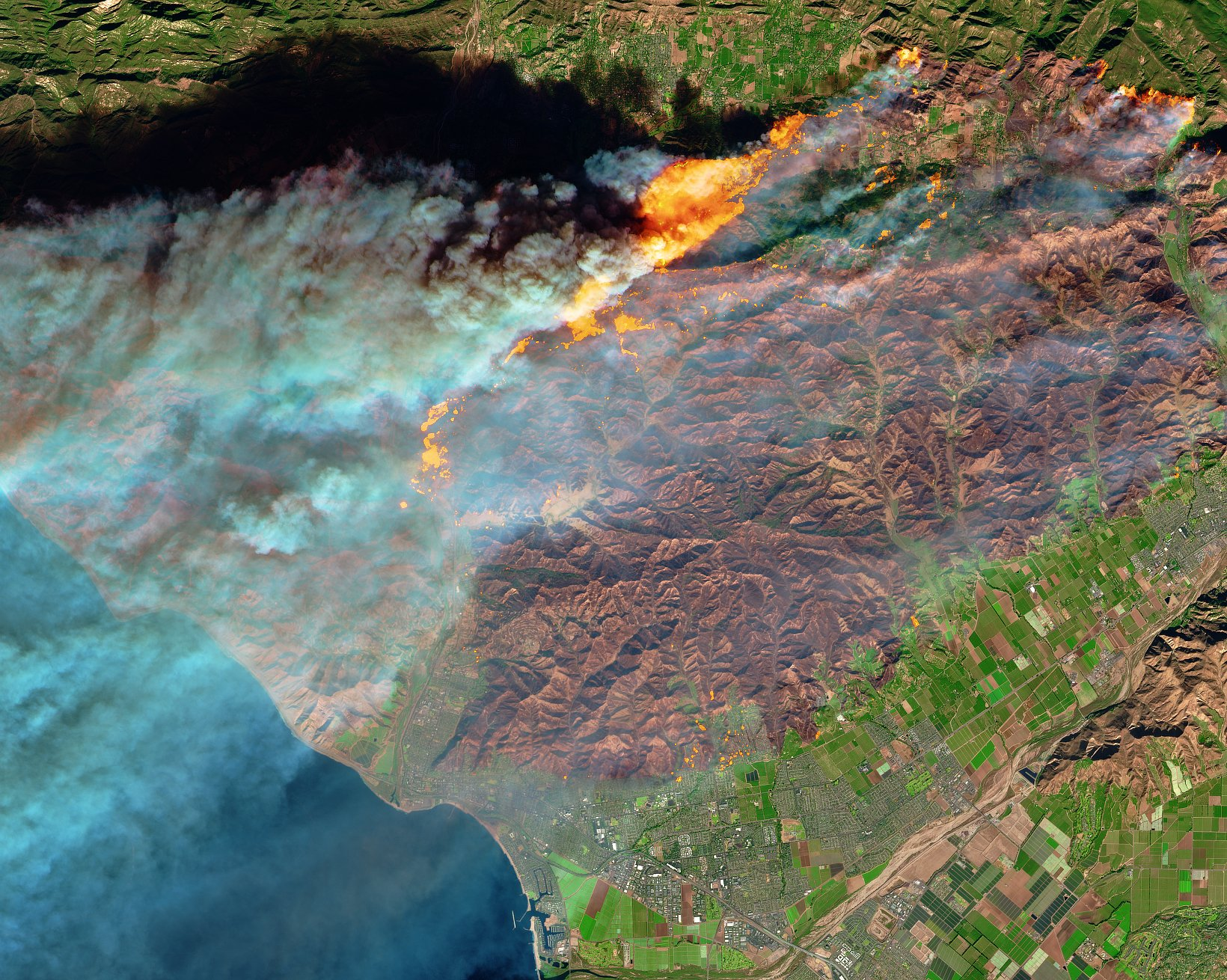
Пожар Томас

В декабре 2017 года город оказался на пути лесного пожара Томас. На тот момент это был крупнейший лесной пожар в современной истории Калифорнии, но к счастью для горожан, ветер Санта-Ана переместил движение огня в сторону Вентуры и Санта-Барбары.
31 октября 2019 года новый сильный пожар Мария вынудил эвакуировать почти 2 тысячи домов. Возможный колоссальный существенно уменьшило то, что прошло менее двух лет со времени предыдущего пожара и растительность ещё не успела сильно разрастись и пожарные сумели остановить стену огня.
18 ноября 2014 года близ Санта-Полы произошла техногенная катастрофа на заводе по очистке сточных вод, которая привела в выбросу в атмосферу токсичного облака почти пятикилометровой длины. Власти прибегли к эвакуации местных жителей и предприятий.

## География
Согласно данным Бюро переписи населения США, общая площадь города Санта-Паула составляет 4,7 квадратных мили (12 км2), из которых 4,6 квадратных мили (12 км2) приходится на сушу и 0,1 квадратных мили (0,26 км2 или 2,41%) приходится на водную поверхность. 
Санта-Паул расположена в долине реки Санта-Клара на северном берегу и окружена фруктовыми садами. Центр города сосредоточен вокруг Мейн-стрит, где находятся самые старые дома в городе. Дома часто представляют собой бунгало, коттеджи, дома в викторианском стиле и дома ремесленников.

## Климат
В Санта-Пауле теплый летний средиземноморский климат, типичный для прибрежной Южной Калифорнии с теплым летом и прохладной зимой, который сокращённо обозначается на климатических картах аббревиатурой «Csb».